# Die Landstreicher
Die Landstreicher es una opereta en un prólogo y dos actos con música de Carl Michael Ziehrer y libreto en alemán de Leopold Krenn y Karl Lindau. Se estrenó el 26 de julio de 1899 en el teatro de verano "Venedig in Wien" de Viena. Se trata de la opereta más popular de entre las 22 que conforman el catálogo lírico de Ziehrer.

## Historia interpretativa
En el estreno absoluto participaron los artistas Ludmilla Gaston, Franz Glawatsch, Rudolf del Zopp, Siegmund Steiner, Poldi Augustin, Anton Matschegg, Vali Paak y Max Schönau.
El estreno acaeció tan solo tres semanas después del fallecimiento de Johann Strauss II. A pesar del luto de los vieneses por su amado compositor la opereta fue celebrada por su espíritu vienés y, especialmente con el propio autor musical dirigiendo, las crítica de la prensa fueron favorables, anunciando a Ziehrer como un compositor que marcaría el comienzo de una nueva era.
El libreto de Die Landstreicher sirvió de base para el musical de Broadway The Strollers, de Ludwig Engländer, que se representó en el Knickerbocker Theatre en 1901.
En la década de 1930 Ignaz Brantner, director del Lehartheater de Bad Ischl, realizó una adaptación de la opereta que ambientó en el Wachau (Austria) y en Viena entre 1900 y 1914. Esta versión no tuvo éxito.
La obra gozó de dos adaptaciones cinematográficas y otras tantas adaptaciones televisivas.

## Argumento
La acción tiene lugar en la Alta Baviera a finales del siglo XIX.

### Prólogo
La escena muestra simultáneamente una Sala de detención y una Sala de audiencias judiciales.
August y Berta Fliederbusch, una pareja de vagabundos, hallan en un camino rural un valioso collar de perlas y un billete de mil marcos. Llenos de alegría acuden a la posada más cercana y piden una copiosa comida. Como es natural llaman la atención ya que, a juzgar por sus ropas, la pareja no puede permitirse una comida tan cara. La policía no tarda en llegar y los lleva ante un tribunal. El asesor judicial Roland tiene prisa y confisca rápidamente las joyas y el dinero, conduciendo a los sospechosos a la sala de detención para inmediatamente salir en busca de su amante, la hija del posadero, Anna Gratwohl.
Los Fliederbusch registran las paredes de su prisión y descubren una puerta sin cerrar. La utilizan para volver a la sala de audiencias. Como está solos, registran un armario en busca de objetos que puedan resultarles de utilidad. También encuentran los objetos confiscados, que vuelven a llevarse. Justo cuando están a punto de abandonar el edificio, entra en la sala el príncipe Adolar Gilka, acompañado por la bailarina Mimi. Sin pensárselo dos veces, August Fliederbusch se pone la toga del juez y pregunta a los visitantes qué quieren. El príncipe informa de que le han robado un valioso collar. El pretendido juez responde que, por supuesto, se investigará el asunto. Mientras tanto pide al caballero y a la dama que pasen a la sala contigua y esperen allí. En cuanto se cierra la puerta, August y Berta Fliederbusch cogen los abrigos y sombreros de los encarcelados, que habían dejado en la sala de audiencias, y se escapan.
El asesor judicial Roland regresa un poco más tarde y se queda atónito cuando quiere hacer comparecer ante él a la pareja de vagabundos; en su lugar, entran en la sala dos personas completamente distintas. Inmediatamente ordena que se procese a los personajes de dudosa identidad.

### Acto I
La escena delante de un hotel en un lago de la Alta Baviera.
Han pasado unos días. August y Berta Fliederbusch se han enterado de que se ofrece una cuantiosa recompensa por el valioso collar. Para ello acudirán a la ciudad, donde pueden canjearlo en el ayuntamiento. Pero antes de realizar esos trámites oficiales, alquilan una habitación en el lujoso hotel «Zum schwarzen Adler» en cuyo libro de huéspedes firman como «Príncipe Adolar Gilka y compañía».
El pintor Lajos von Geletniky cree que es el prometido de la bailarina Mimi. Se ha enterado de que su novia ha sido secuestrada por un tal Adolar Gilka y de que al secuestrador se le espera pronto en el hotel «Zum schwarzen Adler». Cuando ve al supuesto príncipe, quiere darle una paliza. August Fliederbusch a duras penas consigue calmar al furioso pintor.
Pero un magnífico carruaje se detiene de pronto frente al hotel, atrayendo la atención de todos. De él bajan el verdadero la bailarina Mimi, el príncipe Gilka y los tenientes Rudi y Mucki. Adolar Gilka ha quedado con un joyero a cuyo taller ha encargado una imitación barata del valioso collar con el fin de regalárselo a Mimi. Al ver llegar a August Fliederbusch con el collar, lo confunde con el joyero. El vagabundo no lo duda mucho, entrega el collar a la señorita Mimi y pide cortésmente al príncipe, completamente desconcertado, que le envíe la recompensa lo antes posible. Sin embargo, el sueño de una gran recompensa se esfuma de pronto, porque cuando el asesor Roland llega al hotel con el alguacil Kampel. Ambos se aseguran de que los presuntos ladrones no vean nada de la recompensa y August Fliederbusch y su mujer tienen que esconderse una vez más.
El lago sonríe; invita a bañarse, piensan los dos tenientes. Se quitan sus uniformes y se zambullen en el agua. El matrimonio Fliederbusch ve los coloridos uniformes y no puede resistirse a adoptarlos. Con el nuevo camuflaje resulta más fácil el ejercicio de su «oficio».

### Acto II
La escena en el parque del castillo del príncipe.
El príncipe Adolar Gilka sólo piensa en cómo recuperar el collar en poder de Mimi sin poner en peligro su relación con ella. Consigue localizar a los dos Fliederbusch. Piensa que son tan astutos que quiere que actúen como herramientas en su plan. Tras encargarles el trabajo y asegurarles que sólo les beneficiará si le siguen el juego, August y Berta Fliederbusch actúan como magos en el festival de verano del parque del castillo. Hacen un excelente trabajo hipnotizando al público con unos cuantos trucos de prestidigitación. Berta le pide a Mimi que le ceda el collar por poco tiempo. Cuando lo tiene, lo cambia por la imitación y se lo devuelve a la descarada bailarina.
Según avanza la actuación, más simpatía siente el príncipe por la pareja de vagabundos. Se plantea contratar a los dos «artistas» para festivales similares en un futuro y logra que el asesor Roland revoque la orden de detención. Al final de la opereta, resulta que el propio príncipe también fue víctima de un fraude cuando compró el collar de perlas, de modo que el supuesto original no es más que una imitación sin valor.

## Adaptaciones audiovisuales
- Die Landstreicher en Internet Movie Database (en inglés). 1916 (Largometraje mudo) Con Luise Fleck y Jakob Fleck (directores), Ludwig Ganghofer (guionista), Josef König, Liane Haid, Marietta Weber, Emil Guttmann y Hans Rhoden (intérpretes)

- Die Landstreicher en Internet Movie Database (en inglés). 1937 (Largometraje) Con Carl Lamac (director), Géza von Cziffra (guionista), Paul Hühn (arreglista musical), Paul Hörbiger, Lucie Englisch, Rudolf Carl, Erika Drusovich y Rudolf Platte (intérpretes)

- Die Landstreicher en Internet Movie Database (en inglés). 1960 (Telefilme, ORF) Con Alfred Walter (director), Ignaz Brandtner (guionista), Rudolf Carl, Henriette Ahlsen, Trude Khöler, Ingrid Braut, Spira Makri y Hans Fretzer (intérpretes)

- Die Landstreicher en Internet Movie Database (en inglés). 1968 (Telefilme, ZDF-ORF) Con Peter Dörre (director), Hugo Wiener (guionista), Heinz Erhardt, Peter Minich, Elfriede Ott, Günther Frank, Frank Steinberg, Cissy Kraner y Elfie Mayerhofer (intérpretes)

## Registros fonográficos (selección)
- Hamburger Archiv für Gesangskunst (1956) con Erich Dörner, Hans Obonya, Joseph Maschkan, Herta Schober, Kurt Equiluz, Herta Freund, Guido Wieland, Teddy Kirchbichler, Alice Gross-Jiresch, Karl Terkal y Emmerich Arleth. Grosses Wiener Rundfunkorchester. Director: Max Schönherr

- Capriccio (2016) con Daniel Behle, Thomas Dewald, Maria Leyer, Karl Fäth, Anneli Pfeffer, Boris Leisenheimer, Caroline Stein, Kay Stiefermann y Dominik Wortig. WDR Funkhausorchester Köln. Director: Helmuth Froschauer